# Lijst van Dacische stammen
Dit is een lijst van Dacische en Getische stammen. De Daciërs en Geten waren waarschijnlijk van Thracische afkomst.
- Albocensi
- Anarti
- Ansamensi
- Apuli
- Apsinthici
- Biefi
- Bessi
- Borysteniti
- Britolagi
- Buri
- Buridavensi
- Karpen / Carpo-daci
- Caucoensi
- Ceiagisi
- Cobrizi
- Costoboci
- Cotensi
- Dantheleti
- Dimensi
- Dioni
- Obulensi
- Oniensi
- Peucini (worden ook als Germanen beschouwd)
- Piarensi
- Piefigi
- Potulatensi
- Predavensi
- Racatai
- Ratacensi
- Saldensi
- Sapuni
- Siensi
- Suci
- Tagri
- Trizi
- Tyragetae